# Dagmar Berghoff
Dagmar Berghoff, née à Berlin (Allemagne) le 25 janvier 1943 , est une actrice allemande, aussi animatrice de radio et de télévision. Elle est connue pour avoir été la première présentatrice féminine des nouvelles du soir sur une chaîne de télévision allemande.

## Biographie
Née à Berlin, Dagmar Berghoff déménage en 1946 avec sa famille à Ahrensburg, près de Hambourg puis, en 1957, à Hambourg-Harbourg. Après avoir quitté l'école, elle étudie de 1964 à 1967 à la Hochschule für Musik und Theater de Hambourg. Elle est présentatrice de télévision, animatrice de radio et speakerine de 1967 à 1976 pour la chaîne Südwestfunk à Baden-Baden puis, elle retourne en 1975 à Hambourg où elle travaille à la radio NDR (Norddeutscher Rundfunk).
Le 16 juin 1976, elle lit les nouvelles du soir (le Tagesschau) sur la chaîne de télévision ARD, poste qu'elle occupe jusqu'au 31 décembre 1999.
Actrice de formation, elle joue au théâtre et apparaît dans des séries télévisées tout en continuant son métier de speakerine et en étant animatrice de divers programmes musicaux et du talk-show de NDR. Elle prête également sa voix dans diverses productions de livres audio.

## Filmographie partielle

### Au cinéma
- 2003 : Gate to Heaven

### À la télévision
- 1973 : Hamburg Transit, épisode Grüner Türke : Marion (série télévisée)
- 1973 : Tatort, épisode Ein ganz gewöhnlicher Mord : Fräulein Schäfer (série télévisée)
- 1974 : Eiger (téléfilm)
- 1976 : Pariser Geschichten (série télévisée)